# Suhrawardīya

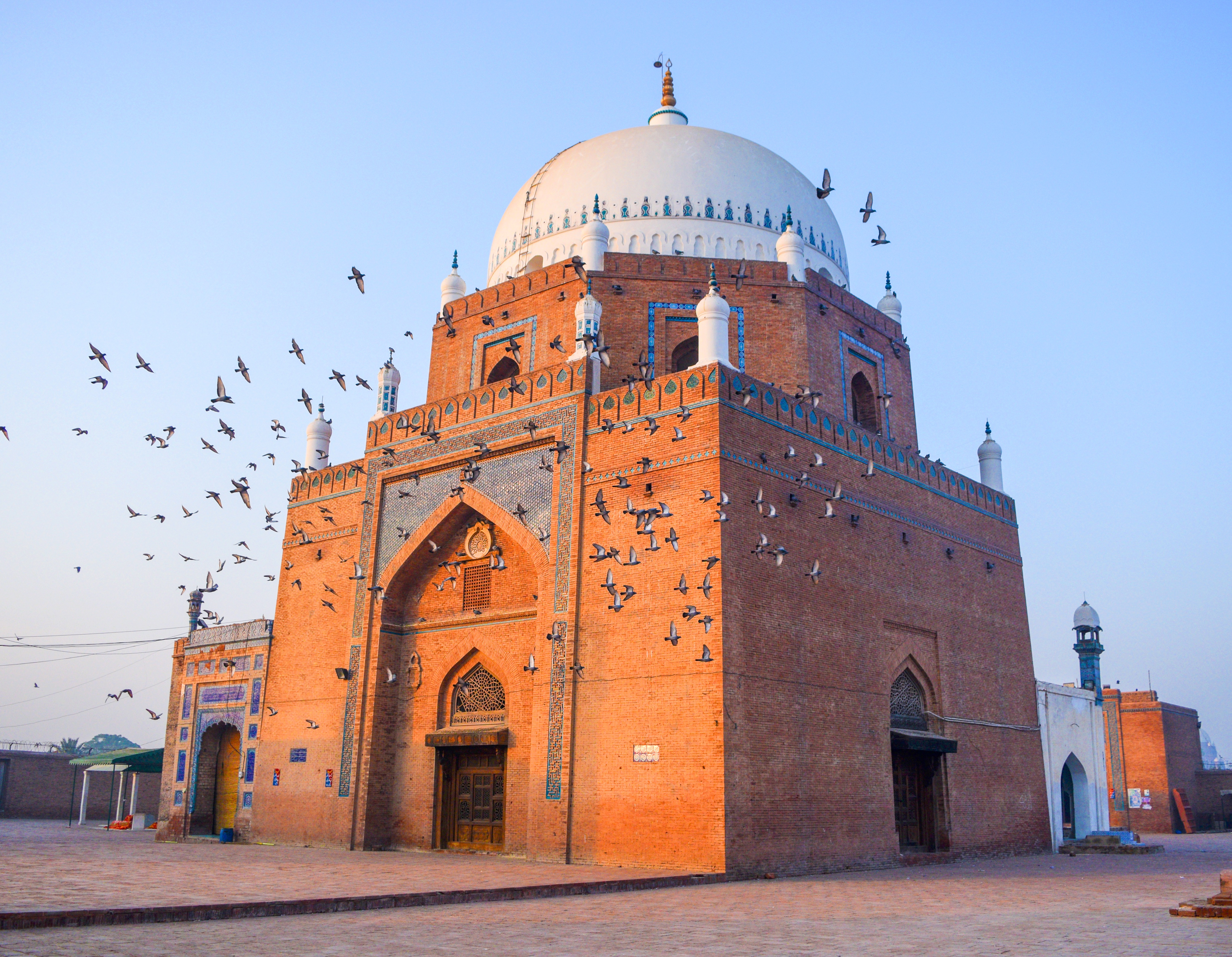
Der Schrein von Bahauddin Zakariya in Multan, Pakistan, ist einer der bedeutenden Schreine auf dem Subkontinent

Die Suhrawardīya (arabisch السهروردية, DMG as-Suhrawardīya) ist ein Sufi-Orden (Tariqa).
Der Orden basiert auf den Lehren von Diya ad-Din Abu 'n-Nadschib as-Suhrawardi (arabisch ضياء الدين أبو النجيب السهروردي, DMG Ḍiyā' ad-Dīn Abū n-Naǧīb as-Suhrawardī, 1097–1168). Nach dem Studium der Scharia in Bagdad ließ dieser sich in einem Ort am Tigris nieder. Dort fand er auch eine Gruppe von Schülern (Derwische).
Größeren Einfluss gewann der Orden später unter dem Neffen des Gründers, Schihab ad-Din Abu Hafs 'Umar (1145–1234). Dieser wurde sogar vom Kalifen unterstützt und konnte Sufis aus aller Welt anziehen, die an den Lehren der Suhrawardiyya interessiert waren.
Später verbreitete sich der Orden vor allem nach Indien, wo er sich weiter in verschiedene Linien verzweigte.